# Zbrojenie ściany
Zbrojenie ściany – pojęcie związane z uruchomieniem wyrobiska eksploatacyjnego ścianowego. Zbrojenie ściany polega na wprowadzeniu do chodnika lub rozcinki przenośnika zgrzebłowego ścianowego, obudowy zmechanizowanej, wykonaniu odpowiednich połączeń hydraulicznych oraz zamontowaniu maszyn urabiających i środków łączności.